# Mercedes-Benz-Werk Kassel
Das Mercedes-Benz-Werk Kassel ist ein Nutzfahrzeug-Achsenwerk der Daimler Truck AG in Kassel in Nordhessen. Seit 1970 werden hier Achsen für Nutzfahrzeuge hergestellt. Es handelt sich um das ehemalige Nutzfahrzeugwerk von Henschel, das Daimler-Benz durch die Übernahme von Hanomag-Henschel integrieren konnte. Das Werk hat 2.856 Beschäftigte (Stand: 31. Dezember 2019).

## Geschichte
Das Mercedes-Benz Werk Kassel wurde 1969 als „Hanomag-Henschel-Fahrzeugwerke GmbH“ gegründet, nachdem es durch einen Zusammenschluss der traditionsreichen deutschen Lkw-Hersteller Hanomag und Henschel entstand.
Zum 1. April 1969 gliederte Rheinstahl die Nutzfahrzeugsparten aus den beiden Unternehmen Hanomag und Henschel aus und fasste sie in der neu gegründeten Hanomag-Henschel-Fahrzeugwerke GmbH (HHF) mit Sitz in Hannover zusammen. Daimler-Benz beteiligte sich daran mit 51 %. Zusätzlich beteiligte sich Daimler-Benz mit 25 % an der verbliebenen Rheinstahl Hanomag. Weitere finanzielle Probleme bei Rheinstahl führten dazu, dass das Unternehmen zum Jahresende 1970 auch die übrigen Anteile an Hanomag-Henschel für 140 Mio. DM an die Daimler-Benz AG verkaufte. Daimler-Benz gab im Gegenzug die Beteiligung an Hanomag an Rheinstahl zurück.
Nach Übernahme aller Anteile an HHF durch die Daimler-Benz AG erhielten die Lkw von Hanomag-Henschel Motoren und Achsen von Daimler-Benz, schwere Henschel-Kipper wiederum nahm Mercedes-Benz unter eigenem Markenzeichen und mit eigenen Komponenten in sein Programm auf. Da Daimler-Benz selbst keine allradgetriebenen Frontlenker im Programm hatte, stattete man einfach Henschel-Lkw mit V-Motoren und Außenplanetenachsen von Daimler aus. 1974 rollten die letzten Lkw unter dem alten Henschel-Markenzeichen vom Band, danach verschwand die Marke Hanomag-Henschel vom Markt. Bis März 1980 wurden in Nordhessen noch Hauber für Mercedes-Benz produziert, parallel dazu entwickelte sich Kassel zum Komponentenwerk für Nutzfahrzeuge innerhalb des Konzerns.
Das Werk Kassel stellt einen wichtigen Bestandteil im Nutzfahrzeug-Produktionsverbund von Mercedes-Benz dar. Seit 1973 werden hier in hohen Stückzahlen Achsen gefertigt; seit 1977 ist Kassel das zentrale Achsenwerk der Nutzfahrzeugsparte. Parallel zur Lkw-Produktion wurden im Werk Kassel zwischen 1973 und 1980 genau 44.337 Mercedes-Benz Motoren gefertigt.

## Produktion
- Achsen
- Achssysteme
- Gelenkwellen
- Komponenten für Lkw, Busse und Transporter der Daimler AG

## Zahlen und Fakten
2001 konnte das Werk Kassel das Jubiläum von zehn Millionen produzierten Achsen feiern, 2010 seinen 40. Geburtstag. Bis zu diesem Zeitpunkt sind hier schon über 14 Millionen Achsen produziert worden. Das Werk Kassel agiert als Leitwerk für die Achsenproduktion im internationalen Produktionsverbund und lieferte im Jahr 2016 rund 530.000 Achsen und Komponenten in den europäischen, den amerikanischen sowie den asiatischen Nutzfahrzeug-Markt. Das Werk beschäftigt rund 2.800 Mitarbeiter, darunter 150 Auszubildende. Damit ist das Werk Kassel Europas größtes Nutzfahrzeug-Achsenwerk und der größte industrielle Arbeitgeber der Stadt. In zukunftsorientierten Produktionsverfahren fertigen die Mitarbeiter hauptsächlich Achsen für Lkw, Busse, Transporter und Pkw, sowie Gelenkwellen und Radsätze.